# Presente de Grego
"Presente de Grego" é o quarto episódio da primeira temporada da sitcom brasileira Sob Nova Direção, protagonizada por Heloísa Perissé e Ingrid Guimarães, e exibida pela Rede Globo no dia 9 de maio de 2004. Após o piloto de final de ano exibido no dia 28 de dezembro de 2003, a série foi escolhida pela Rede Globo para fazer parte de sua programação, sendo encomendados 35 episódios exibidos sempre nas noites de domingo, após o Fantástico.
O episódio "Presente de Grego" conta com as participações especiais de Ankito, Breno Moroni, Bruce Gomlevsky, Flávio Bauraqui, Rodrigo Pessin e Valéria Sandalo. No episódio, após uma animada festa grega, um dos homens que mais se divertiu na noite anterior morre e sua família pede para que seu velório seja no bar de Pit e Belinha. A confusão se inicia quando Pit e Belinha buscam o falecido em seu velho casarão e o morto é tido como refém em um assalto, deixando Franco no papel do morto.

## História
Exibido no dia 9 de maio de 2004, "Presente de Grego" começa com uma animada festa grega, onde os convidados se divertem muito com as tradições gregas, deixando o bar de Pit (Ingrid Guimarães) e Belinha (Heloísa Perissé) no vermelho. No dia seguinte à festa, as meninas recebem um pedido inusitado: realizar no bar o velório de Élvio (Ankito), um dos homens que mais se divertiu na noite anterior e que morreu assim que chegou em casa. A princípio as meninas não aceitam, mas mudam de idéia assim que Leopoldo (Rodrigo Pessin), espécie de “babá” de Élvio, diz pagar bem para que a cerimônia seja realizada lá. Ao buscar o falecido no seu velho casarão, Pit e Belinha enfrentam problemas para colocá-lo no carro, mas a caminho do bar, as meninas são paradas em uma falsa blitz e são assaltadas, deixando o morto no carro como refém. Enquanto isso, Franco (Luiz Carlos Tourinho) finge ser o Élvio durante o velório, gerando uma grande confusão com a família do grego. 